# Holte
 For alternative betydninger, se Holte (flertydig). (Se også artikler, som begynder med Holte)
Holte er den nordligste bydel i Storkøbenhavn , beliggende i Rudersdal Kommune i Nordsjælland.
Området Holte-Søllerød-Nærum har 20.021 indbyggere  (2024), heraf 6.373 (2011) i selve Holte. Bydelen huser bl.a. rådhus og Holte Station, hvor S-togslinjerne E og A stopper. På den anden side af Holte Station ligger Holte Havn ved Vejlesø. Holte består overvejende af velhavende villakvarterer og ligger knap 20 kilometer nord for København Centrum.
Bydelen ligger i hullet mellem Rudersdal og toppen af Geels Bakke. På toppen af bakken ved Rudersdal ligger Holte Kirke, der blev indviet i 1945.
Rådhuset er tegnet af Arne Jacobsen i 1942.
Holte var i 2011 vært for VM i cykling med start og slut på toppen af Geels Bakke.

## Historie
Frem til midten af 1800-tallet var det område, Holte udviklede sig på, overvejende dækket af skov. Gennem dette område anlagdes Kongevejen til Hillerød og Frederiksborg Slot omkring 1766. Vejen delte sig ved Rudersdal i to grene: en mod Hillerød og en mod Hirschholm. Langs vejen fandtes endnu frem til midten af 19. århundrede kun få, spredte huse.
Holte opstod som stationsby efter, at Nordbanen var blevet anlagt i 1864. Stationen blev lagt på det smalle stykke jord mellem Vejlesø og Geelskov. Byudvikling var kun mulig mod nord eller syd for stoppestedet på jorder, som hørte under Dronninggård (Næsseslottet), og her udviklede Ny Holte sig. Her skete en begyndende udstykning mellem 1879 og 1898 og tog form af to adskilte bebyggelser, den ene syd for Furesø og nord for Vejlesø ved Frederikslund, den anden syd for Vejlesø. Omkring og efter århundredeskiftet bredte bebyggelsen sig på begge sider af Kongevejen også på Øverøds jorder.

### Befolkningsudviklingen
Befolkningsudviklingen i Ny Holte eller Holte stationsby: i 1906 boede der 1.860 indbyggere, i 1911 2.675 indbyggere, i 1916 3.219 indbyggere, i 1921 3.933 indbyggere, i 1925 5.003 indbyggere, i 1930 5.478 indbyggere, i 1935 6.480 indbyggere, i 1940 6.879 indbyggere, i 1945 7.311 indbyggere. Fra 1950 regnedes hele Søllerød Kommune som en forstad til København.
I 1911 havde Holte stationsby 2.466 indbyggere, heraf ernærede 325 sig ved landbrug, 708 ved håndværk og industri, 407 ved handel, 202 ved egne midler.
| Bykvarter     | 1906  | 1911  | 1916  | 1921  | 1925  | 1930  | 1935  | 1940  | 1945  |
| ------------- | ----- | ----- | ----- | ----- | ----- | ----- | ----- | ----- | ----- |
| Dronninggård  | -     | 580   | 1.230 | -     | -     | 2.367 | 3.011 | 3.298 | 3.656 |
| Rudegård      | -     | 164   | 219   | -     | -     | 280   | 320   | 333   | 457   |
| Øverød        | 598   | 726   | 768   | -     | -     | 1.688 | 1.959 | 1.974 | 1.929 |
| Søllerød      | 413   | 459   | 688   | -     | -     | 938   | 985   | 1.083 | 1.058 |
| Skovridergård | -     | 147   | 100   | -     | -     | 205   | 205   | 191   | 211   |
| Kaningård     | -     | 390   | 213   | -     | -     | -     | -     | -     | -     |
| Holte i alt   | 1.860 | 2.675 | 3.213 | 3.933 | 5.003 | 5.478 | 6.480 | 6.879 | 7.311 |

Kilde: diverse folketællinger. Bemærk, at grænserne løbende er blevet revideret også med tilbagevirkende kraft. For årene 1921 og 1925 findes ingen specificeret opdeling.

### Byudviklingsplanlægning
Den fremadskridende byudvikling fik også betydning for byplanlægningen. Da den såkaldte "Fingerplan" - Skitseforslag til Egnsplan for Storkøbenhavn - blev offentliggjort i 1947 med sit forslag om at samle den fremtidige byudvikling i hovedstadsområdet langs banelinjer, blev det også forudsat, at Holte kunne vokse og på længere sigt udgøre et sammenhængende forstadsområde sammen med Søllerød og Nærum stationsby. Fingerplanen førte til vedtagelse af byreguleringsloven i 1949, som forudsatte nedsættelse af et byudviklingsudvalg for Københavns-egnen til planlægning af den fremtidige byudvikling i Hovedstadsområdet i form af en såkaldt byudviklingsplan.
Den 6. oktober 1949 nedsattes et byudviklingsudvalg for Københavns-egnen, som den 2. maj 1951 offentliggjorde "Betænkning vedrørende Partiel Byudviklingsplan nr. 2 for Københavns-egnens byudviklingsområde". Da Holte havde station på Nordbanen, med S-togsbetjening, regnedes byen som et af de steder, der trafikmæssigt var hensigtsmæssigt for byudvikling, og under indtryk af, at området var byggemodnet i form af kloakering, og at byudviklingen forudsattes ikke at være i konflikt med frednings- og friluftsinteresser, blev hele det udpegede byudviklingsområde i tilknytning til Holte lagt i inderzone, det vil sige kunne bebygges når og hvis, kommunalbestyrelsen ønskede det.
Den oprindelige byudviklingsplan blev senere opdateret med "Betænkning vedrørende Partiel Byudviklingsplan nr. 7 for Københavns-egnens byudviklingsområde" fra 1966, som for Søllerøds vedkommende dog kun stadfæstede den tidligere plan og skete byudvikling.

## Skoler
Der ligger fire kommunale folkeskoler i Holte; Dronninggårdskolen, Ny Holte Skole, Vangeboskolen (Søllerød) og Skovlyskolen (Øverød).

## Infrastruktur
Holte gennemskæres af Kongevejen, der fører fra Kongens Lyngby til Hillerød.
Bydelen har banebetjening i form af Nordbanen på strækningen mellem Solrød-Strand og Hillerød, med A-linje og fra Køge til Holte med E-linje . Der betjenes med S-tog.

## Erhvervsliv
Centralt i bydelen ligger indkøbscentret Holte Midtpunkt ud til Kongevejen. Her findes en række specialbutikker og et supermarked.
På Stationsvej findes yderligere detailhandel. På stationsvej har Holte også sit kendte loppemarked Søllerød Loppemarked.

## Kultur
Reprise Teatret blev grundlagt i 1919 og er blandt landets ældste biografer.

## Friarealer mm
Holte (fraset Søllerød og Nærum, som kun er punktvis forbundet med bydelen) omgives mod nord af Rude Skov, mod nordvest af Rudersdal og Vaserne, mod vest af Storekalv (Furesøen), mod sydvest af Næsset og Furesø Park, mod syd af Vejlesø og Geelskov, mod sydøst af Søllerød Sø, mod øst af Søllerød Kirkeskov og mod nordøst af åbent land og Høje Sandbjerg.